# Gatchaman
Gatchaman (科学忍者隊ガッチャマン Kagaku Ninjatai Gatchaman?) es un anime que trata de las aventuras de cinco jóvenes que defienden a la Tierra de las amenazas del Espacio Exterior.
Fue producida por Tatsunoko Production, se emitió en Japón en octubre de 1972. Consta de 105 episodios, con cuyo metraje se han hecho en Occidente varias adaptaciones, como La Batalla de los Planetas (conocida como Comando G), Fuerza G y Guerra entre Planetas.
En Japón, a raíz del éxito de Gatchaman, se produjeron dos secuelas: Gatchaman II  y Gatchaman F; ambas también han sido emitidas en otros países, y en particular, la distribuidora estadounidense Saban combinó episodios de ambas para dar lugar a una nueva adaptación: Eagle Riders (Comando águila), emitida en varios países.
Existen igualmente tres episodios adicionales, producidos en 1994 y lanzados en formato OVA en Japón en ese mismo año. En el año 2013 se realizó un reboot de la saga, denominado Gatchaman Crowds.

## Argumento
La serie se basa en un grupo de cinco jóvenes agentes secretos conocidos como el Equipo Científico Ninja. Ellos trabajan bajo las órdenes del científico Dr. Kozaburo Nambu, miembro de la Organización Científica Internacional. La OCI es una organización que desarrolla tecnología en beneficio de la humanidad. 
Sin embargo, existe un grupo terrorista antagónico de origen extraterrestre conocido como Galactor cuyos intereses son totalmente los opuestos a los de la OCI, es decir, Galactor desarrolla tecnología para la dominación de la Tierra. El líder de la organización es un mutante andrógino llamado Berg Katse que sigue las órdenes de una inteligencia artificial superior conocida como Sosai X. La mayor parte de la tecnología desarrollada por Gálactor se basa en la construcción de robots de guerra (usualmente con forma animal) que les faciliten la destrucción de ciudades y el robo de recursos naturales.
Los agentes del equipo científico ninja son adolescentes, huérfanos a excepción de uno, que fueron adoptados y entrenados por el profesor Nambu con técnicas ninja de combate cuerpo a cuerpo. Además cuentan con una nave de combate conocida como God Phoenix que tiene la particularidad de convertirse en una ave fénix de fuego con propósitos de ataque y defensa. Esto es posible sólo cuando los cinco agentes y sus vehículos individuales se encuentran a bordo de la aeronave. El modo "ave de fuego" es usado siempre como un último recurso ya que provoca estrés físico y emocional a los miembros del equipo.

## Personajes
Los personajes se mencionan según su jerarquía en el grupo y sus nombres aparecen en  de la siguiente manera: en primer lugar el nombre que reciben en su idioma original el japonés. Después su nombre en "La Batalla de los Planetas" (USA & España) y finalmente el nombre en "Fuerza G" (USA & Hispanoamérica).
Agentes
G1 Ken Washio (el águila) - (Mark/As Corazón noble)
Líder del Grupo. Fuerte e intrépido como un halcón, protege a los 4 agentes más jóvenes que están a sus órdenes. Es el único al que se refieren con el nombre de Gatchaman, los demás integrantes pertenecen a equipo científico ninja "Science Ninja Team". Aunque racional, calmado y estable emocionalmente al principio de la serie, la muerte de su padre (Kentaro Washio), la de Joe Asakura (G-2) y su constante uso del hypershoot en Gatchaman Fighter lo convierten en un líder frío, enviciado, inestable y con mano dura contra Gallactor. La muerte del Dr. Nambu en el ep. 43 de Gatchaman Fighter fue la gota que colmó el vaso, le hizo perder lo que le quedaba de raciocinio, haciéndolo salvajemente peligroso para Gallactor, para él mismo y para su equipo. Es parcialmente inepto en el amor (quizás porque es muy denso, o porque está tan dedicado a su rol como Gatchaman), sin embargo es el que toma (Hasta Gatchaman Fighter) las mejores decisiones. Hay ocasiones en las que precipitaba su decisión de retirarse del equipo (por haber hecho algo que no quería, pero debía hacerlo por la humanidad). Su arma es un búmeran que lanza al grito de "Bird Run!". Su padre decidió hacerse pasar por muerto, y como su madre fue confinada a la cama por una enfermedad, la tutela de Ken debió ser entregada al Dr. Kozaburo Nambu (Dr. Mente Brillante). Su padre y él tuvieron un corto reencuentro solo para que Ken lo vea morir sacrificándose para evitar que un misil hiciera caer el cinturón de Van Allen a la Tierra. Eso provoca un cambio en la personalidad de G-1. Mientras no está en Traje de G-1, es un repartidor de correos en su Cessna. Vive en una dependencia dentro de un aeródromo que heredó su padre antes de que este desapareciera.
G2 Joe Asakura (el cóndor) - (Jason/Dirk Audaz)
Segundo al mando, un experto tirador con ojos de águila y nervios de acero. Es todo lo contrario a Ken, prefiere entrar a la acción antes de detenerse a pensar. Sin embargo, es muy leal, tenaz y rudo. Su arma es la "Pluma Shuriken" de las que puede lanzar varias de un tiro. Las razones de su conducta son porque cuando vivía en BC Island sus padres (Giuseppe y Katarina Asakura) fueron asesinados por un espía de Gallactor (se sabe después que ese espía es la novia del amigo de Joe, el Sacerdote Alan). Joe quedó inconsciente después de ese acontecimiento y el Dr. Nambu lo recogió y lo entrenó para ser G-2. En una misión retuvo metralla en su cerebro y ese acontecimiento fue fatal para él. Su condición física empeoró, le venían mareos, dolores de cabeza e hipersensibilidad a la luz solar. Cuando el doctor que lo encontró inconsciente le dijo su ultimátum (Que solo tenía una semana, a lo más 10 días para vivir), Joe decidió tratar desesperadamente de localizar los cuarteles de Gallactor y derrotarlos. Muere. En Gatchaman II el Dr. Raphael lo hace un cyborg y vuelve a la vida. Como sabe que es ahora casi indestructible, se lanza a arriesgar su propia vida para no arriesgar la de sus amigos. Cuando no está en deberes de G-2, es piloto de Carreras. Vive en una casa-tráiler. Suele enamorarse del tipo de chica equivocado (casi siempre agentes de Gallactor).
G3 Jun Shiratori (el cisne) - (Princesa/Agatha Junio)
Vuela como una paloma, ataca como halcón, puede igualarse a los más fuertes del equipo. El Dr. Nambu la recogió en un orfanato y gracias a la insistencia de ella, también consiguió que se llevara a Jinpei. Tiene una personalidad noble y tranquila. Usualmente sólo sigue órdenes y lo hace de manera eficaz. Se preocupa mucho por el bienestar del equipo y suele ser la conciliadora entre las peleas de Joe y Ken. Jun ejerce el rol de hermana y madre adoptiva de Jinpei. En su ratos libres, trabaja en su bar, el "Snack Jun" o a veces de Go-go Dancer. Sus aficiones son pasear en moto, tocar la guitarra, cantar con una banda y como a cualquier chica de 16 años, le ilusiona el mundo de la moda y el maquillaje. Tiene sentimientos desarrollados hacia Ken y ha tratado tímidamente de demostrárselos pero se desilusiona cuando Ken parece más interesado en las misiones que en su sentimientos. El característico vestuario de batalla de June consiste en vestido de minifalda en color rosa, guantes, bragas y botas largas hasta la rodilla color blancos. Un casco que sus detalles asemejaban la cabeza de un cisne. Una capa que le ayudaba a planear (No volar) en las caídas, un cinturón el cual servía de base para la hebilla la cual era transmisor y para su arma yo-yo. Es la experta en explosivos y sustancias peligrosas. 
G4 Jinpei (el golondrina) - (Keyop/Avecilla)
Pequeño y valiente como un esmerejón, el miembro más joven del equipo. De todos los miembros del equipo es el que menos conoce su pasado. Se sabe que siendo muy pequeño fue encontrado en las montañas por Jun, quien lo recogió y lo llevó con ella al orfanato donde vivía. Fue Jun quien le dio el nombre de Jinpei y comenzó a celebrar su cumpleaños en al misma fecha en que lo encontró. Por esta razón Jinpei es muy apegado a Jun y aunque a veces discuten como hermano y hermana, Jinpei también ve en Jun una figura materna. Esto es evidente en las pocas ocasiones en que siente miedo y se refugia en los brazos de ella. Le tiene particular afecto a Ken y a Joe a quienes admira y llama cariñosamente "aniki" (hermano mayor). En el capítulo 95 de Gatchaman, Jinpei se escapa a las montañas en búsqueda de su verdadero origen y aunque se revela que probablemente sea el hijo de un antiguo guerrero Ninja de la zona, esto finalmente no se esclarece y queda en el aire de manera ambigua. Con once años de edad, es el miembro más pequeño, pero a la vez el más ágil. Suele ser el desactivador de computadoras enemigas de los mechas. En su rato libre ayuda a Jun en el "Snack Jun". Por ser el más pequeño, suele recibir menos respeto que Ken o Joe, lo cual lo ha llevado a arriesgarse para que lo vean como un luchador capaz, el mecha que pilota es el Helico Buggy.
G5 Ryu Nakanishi (el búho) - (Tiny/Autillo)
Auti para sus amigos, un navegante siempre bromista que pilotea la sorprendente nave espacial Phoenix. Es el único miembro cuya familia aún vive y que ocasionalmente visita, aunque ellos no saben de sus actividades como miembro de Fuerza G y el concepto que tienen de él es una persona perezosa e incluso cobarde. Esta imagen que su familia tiene de él lo lastima pero guarda el secreto para protegerlos. Como piloto del God Phoenix su destreza no tiene comparación en otros miembros del equipo. Durante la primera serie de Gatchaman se muestra siempre desilusionado por no ser requerido en combate en tierra y se queja amargamente de tener que esperar en el Fénix, aunque en ocasiones el quedarse dormido durante su guardia le acarrea dificultades al resto del grupo. Por esta razón es reprendido y ha renunciado dos veces a su cargo, pero eventualmente regresa por petición de sus compañeros. En Gatchaman II y Gatchaman Fighter se le otorgan armas y vehículos de combate propios y de esta manera se incorpora a las operaciones en tierra junto al resto del equipo.
Aliados
Dr. Kozaru Nambu - (Profr. Anderson/Dr. Mente Brillante)
Científico genio que ayuda a Fuerza G. Él fue quien recogió a los 5 miembros del equipo y los entrenó. No solo es una persona adinerada, también es educado y muy culto. Es la voz de la razón en el equipo cuando estos actúan imprudentemente. Tras la muerte del Director Anderson, se convierte en el jefe de la ISO (International Secret Organization). Muere asesinado por los esbirros de Egobossler ante los ojos de Ken y el equipo, provocando que G-1 entre en un estado de locura hasta el final de la serie.
Reddo Inparusu - (Red Impulse/Impulso escarlata)
Escuadrón conformado por (Principalmente): Kentaro Washio (Líder de Impulso rojo. Secretamente vigila a su hijo As), Masaki y Onishii.
Antagonistas
Berg Katse - (Zoltar/Galactor)
Archienemigo de la Fuerza G, líder de los invasores extraterrestres que tratan de conquistar la Tierra, usando todo su arsenal, desde soldados, armas de alta tecnología, naves espaciales y robots. En Gatchaman es en realidad un subordinado de Sosai X llamado Berg Katse. Él/Ella es un mutante hermafrodita creado por Sosai X mezclando a 2 personas con un CI de 200: Berg (Hombre) y Katse (Mujer). Estando en su forma femenina es muy inteligente y crea brillantes planes, pero en su forma masculina (el de la capa morada), es más torpe y arrogante. Al saber las verdaderas intenciones de Sosai X (destruir la Tierra lanzando bombas nucleares al núcleo terrestre), se suicida tirándose al manto terrestre.
Sosai X - (Jefe Supremo o Ser Luminoso/Leader X/Computor)
Computadora táctica aliada a Galactor. En Gatchaman es el jefe de Berg Katse. Proviene del Planeta Selectol, un planeta más grande que la Tierra situado en la galaxia de Andrómeda. Al saber que Selectol fue destruido, regresa a Andrómeda (su galaxia natal donde estaba el planeta Selectol) para averiguar cuál fue la causa. Es destruido en Gatchaman II, pero una micropartícula de él sobrevive, mutando a Sosai Z (se pronuncia Zed).

## Secuelas

### Gatchaman II
Creada en 1978, consta de 52 episodios y se ambienta dos años después del final de Gatchaman. Sosai X está de vuelta y cuenta con un nuevo comandante para su ejército: Gel Sadora, un ser creado a partir de una niña de 3 años secuestrada por Sosai X tras hacer naufragar el barco donde viajaba con su familia. La niña es modificada genéticamente por medio de un procedimiento que la convierte en una mujer adulta en un lapso de apenas tres meses. 
Por su parte, se revela que el agente G-2, Joe Asakura (dado por muerto en el capítulo final de la serie original) ha vuelto a la vida en forma de cyborg tras ser rescatado por un científico llamado Dr. Rafael, antiguo aliado de Sosai X pero ahora convertido en su enemigo. Tras unos cuantos episodios donde Joe ayuda a sus ex compañeros de forma anónima, finalmente se decide a revelarse frente a ellos y se une de nueva cuenta al equipo. Sin embargo, Joe ahora no sólo trabaja para la Organización Científica Internacional sino que recibe órdenes secretas del Dr. Rafael que tienen como propósito encontrar la base principal de Sosai X para destruirlo. El comportamiento secreto y extraño de Joe genera algunos conflictos con sus compañeros, especialmente con Ken con quien tiene varios desencuentros. 
En Gatchaman II hace su aparición un nuevo personaje: la doctora Pandora, una científica de extraordinaria inteligencia que se incorpora al equipo como asistente personal del Dr. Nambu. El personaje de la Dra. Pandora es clave para el desarrollo de la serie.

### Gatchaman Fighter
Transmitida entre 1979 y 1980, Gatchaman Fighter es la tercera y última entrega de la serie (48 episodios). Sosai X ha sido eliminado, pero tal como se vio en el episodio final de Gatchaman II, una parte de él logró sobrevivir. A partir de ese fragmento es que nace Sosai Z, la inteligencia artificial que continuará los planes de sus antecesores para destruir al planeta tierra.
En esta entrega aparece también un nuevo villano: El Conde Egobossler, un aristocrático con una historia personal misteriosa que se une Sosai Z para destruir a Gatchaman y conquistar el mundo. Al igual que sus antecesores, Berg Katse y Gel Sadora, Egobossler no sabe que los verdaderos planes de Sosai son destruir al planeta, pero a diferencia de ellos, Egobossler no se somete del todo y exige siempre un trato de aliados.
Por su parte, el equipo de Gatchaman recibe cada uno una nueva arma y un nuevo mecha de combate que tienen la particularidad de combinarse en el aire para formar el Gatchaspartan, la nave principal que sustituye a las anteriores naves Fénix. La habilidad especial de esta nave es la "Fuerza Delta", que se activa una vez unidos los cinco vehículos y que le permite a Ken utilizar su nueva espada "Fencer" para destruir cualquier tipo de maquinaria enemiga. Sin embargo, hacia el final de la serie se revela que cada vez que Ken utiliza esta técnica, su cuerpo se deteriora, lo que eventualmente lo deja fuera de combate e incluso, por su seguridad, en algún momento llega a ser destituido por el Profesor Nambú como líder y miembro del equipo. Finalmente Ken logra convencer a Nambú que no lo puede hacer a un lado y enfrenta las últimas batallas arriesgando su vida.
En la parte de final de Gatchaman Fighter, la tierra es víctima de terribles desastres ocasionados por los planes de Sosai y muchas ciudades del mundo comienzan a caer. El profesor Nambú ha sido asesinado por Egobossler  y llegados a este punto, Ken decide que el momento de morir para salvar a la tierra ha llegado y con el apoyo de los miembros del equipo que le recuerdan su propia frase: 'Si vamos a morir, moriremos juntos' se lanzan todos en misión suicida para destruir a Sosai Z y salvar al planeta tierra.

## Versiones de Gatchaman en español

### La Batalla de los Planetas / Comando G
En 1978, la compañía estadounidense Sandy Frank Syndication se hizo con los derechos de Kagaku ninja tai Gatchaman (Gatchaman el escuadrón científico ninja). Sandy Frank adaptó la serie que había adquirido lo suficiente como para que fuese similar a Star Wars de George Lucas, eliminando asimismo las escenas excesivamente violentas o que no fueran de su agrado.
De este modo, los 105 episodios producidos por Tatsunoko Production en 1972 sirvieron para originar los 85 que compondría The Battle of the Planets, en los que la acción tenía lugar en distintos planetas del universo (mientras que en la serie original todo transcurría en la Tierra) y en los que los protagonistas estaban a las órdenes del robot 7-Zark-7, inexistente en la serie japonesa. Este personaje (y su mascota Robert-1) de cuya animación se encargó un estudio subcontratado por Sandy Frank, aparecía en cada episodio como coordinador del centro de Neptuno, dependiente de la federación intergaláctica. Al servicio de esta organización se encontraban los componentes del Comando G.
La versión de Sandy Frank llegó a España en 1980 con el título La Batalla de los Planetas, aunque popularmente se la conoció como Comando G. A lo largo de bastantes años gozó de un tremendo éxito, en parte inmortalizado por las canciones que el grupo Parchís le dedicó a la serie. Televisión Española llegó a emitir solo 59 de los 85 capítulos. De esos 59 episodios han podido rescatarse 57, pero solo 26 han sido los que Suevia Films ha puesto a la venta en DVD.
En todo caso, a raíz del éxito cosechado por el Comando G a mediados de los 80 se puso en venta en España una cinta de VHS que, bajo el título La amenaza de Espectra, reunía varios episodios de la serie televisiva. Y poco después saldría también Las Cinco Estrellas del Águila, un filme montado en Corea con escenas de la segunda serie de Gatchaman.
A finales de la década de 2000, la cadena privada española Cuatro ha emitido los mismos 26 episodios que Suevia Films lanzó en DVD. Los derechos de emisión los gestionó a través de la compañía española Elastic Rights.

### Fuerza G: Guardianes del Espacio
En 1986, King Features Entertainment de Hearst Corporation, adquirió los derechos de la primera serie, que hasta ese momento habían pertenecido a Sandy Frank. De los 105 episodios se doblaron únicamente 85 (aunque no exactamente los mismos que en Comando G) para dar lugar a G Force: Guardians of Space, doblada al español únicamente en América Latina. Esta nueva versión resultó mucho más respetuosa hacia la serie original de lo que había sido La Batalla de los Planetas.
Esta versión fue transmitida a nivel panregional en América Latina por el canal Locomotion en sus primeros años de existencia, canal que tenía como uno de sus dueños a Hearst Corporation. También fue transmitida por Cartoon Network y luego por Boomerang. En España, a mediados de los 90, se transmitió con dicho doblaje bajo el nombre de Fuerza G: Guardianes del Espacio (o en el equivalente, en aquellas televisiones autonómicas con lengua propia, caso de Canal 9 o TV3). Se cambiaron los nombres de los personajes nuevamente, se alteró la banda sonora y se cortaron algunas escenas.

### Gatchman (Antena 3 TV)
A lo largo de 1991, aunque con una breve reposición en marzo de 1994, la cadena privada española Antena 3 TV emitió, bajo el nombre de Gatchman (obviando la "a" intermedia del título original, si bien en las guías de programación de la época con frecuencia llamaban a la serie Comando G) episodios de la secuela Gatchaman II.
En aquellos años, Antena 3 adquirió los derechos de muchas producciones de la Tatsunoko Production, que en su mayoría se doblaron al español a partir de la versión italiana. Tal fue el caso de Gatchaman II. Si bien hoy en día se encuentra muy poca información acerca de aquella emisión, que llevaba una sintonía en español titulada Gatchman ya está aquí.
En Italia, la "americanizada" Battle of the Planets se emitió con el nombre de La Battaglia dei Pianeti, mientras que las secuelas originales japonesas Gatchaman II y Gatchaman F se emitieron con el nombre de Gatchaman, la Battaglia dei Pianeti.

### Comando Águila
La primera serie de Gatchaman tuvo dos secuelas: (Gatchaman II: de 52 episodios y Gatchaman F: de 48) producidas también por Tatsunoko Production.
Los derechos de ambas fueron adquiridos por la casa franco-americana Saban a finales de los 90 para fundirlas en una sola serie de 65 episodios y nuevamente adaptarlas, cambiando el nombre de todos los personajes, alterando la banda sonora, haciendo pasar a los enemigos por androides, y sin mantener ningún tipo de coherencia argumental con La Batalla de los Planetas. Y así fue como nació Eagle Raiders, que fue emitida en España por Antena 3 y Fox Kids con el nombre de Comando Águila.
Cabe destacar que las secuencias de créditos de las distintas versiones americanas de Gatchaman no hacen la más mínima referencia a que la serie en realidad está producida en Japón. Eagle Riders y G-Force no mencionan a Tatsunoko Production por ningún lado, mientras que en Battle of the Planets, al menos durante algunos episodios, aparece el nombre de Tatsunoko Production entre los créditos, si bien más adelante se sustituye por un simple caballito de mar, el tradicional símbolo de la compañía nipona.

### Fuerza G: Guerra entre Planetas
Serie emitida en Latinoamérica desde 1978 perteneciente a Sandy Frank donde los protagonistas Princesa, Tiny, Keyop, Mark y Jason son ayudados desde un lugar en el fondo del océano llamado Centro Neptuno vigilado por un simpático robot llamado Zarko-7 (y su mascota Robert-1), quien se entusiasmaba al escuchar en el inter-comunicador a Susan.

### Battle of the Planets (cómic)
Battle of the Planets es un cómic publicado por Gold Key Comics y Top Cow Comics en 2002, en plena efervescencia nostálgica por los personajes de los 80. Se trata de una serie de 12 números que coincide con el anime en cuanto a la estética y al argumento. De hecho, la historia comienza exactamente igual, si bien a medida que van pasando los episodios, el cómic se distancia marcando su propia continuidad. Cabe señalar además que el cómic es bastante crudo y violento como ya lo era Gatchaman en los años 70, por lo que se permiten introducir escenas veladas de sexo, hacer referencias a la pornografía o mostrar a Keyop asesinando a un científico con un bisturí.
Como el propio título deja entrever, Battle of the Planets está dirigida a los aficionados americanos, aquellos que conocieron a Comando G por la versión de Sandy Frank. Esto se nota en el uso de los nombres de los personajes (Mark, Jason, Princesa, Tiny, Keyop, etc.), si bien no aparecen los dos robots que Sandy Frank introdujo en su versión.
En España Battle of the Planets fue publicada por Planeta DeAgostini en una serie limitada de 6 números con el título La Batalla de los Planetas, Comando G.

## Cambios entre las diferentes versiones
| Gatchaman (y secuelas)  | Ken Washio       | Joe Asakura       | Jun           | Jinpei          | Ryu Nakanishi  |
| ----------------------- | ---------------- | ----------------- | ------------- | --------------- | -------------- |
| Batalla de los Planetas | Mark             | Jason             | Princesa      | Keyop           | Tiny Harper    |
| Fuerza G                | As Corazón Noble | Dirk Audaz        | Agatha Junio  | Avecilla        | Autillo        |
| Guerra Entre Planetas   | Mark             | Jason             | Princesa      | Keyop           | Tiny           |
| Comando Águila          | Hunter Harris    | Joe Thax          | Kelly Jennar  | Mickey Dugan    | Ollie Keeawani |
| OVA (Dub)               | Ken el águila    | Joe el Cóndor     | June el cisne | Jimmy el halcón | Rocky el búho  |
| Rango                   | G1               | G2                | G3            | G4              | G5             |
| Uniforme Ave            | Águila           | Cóndor            | Cisne         | Golondrina      | Búho           |
| Arma                    | Búmeran          | Plumas            | Yo-yo         | Boleadoras      | Pistola        |
| Mecha                   | Aeroplano        | Coche de carreras | Motocicleta   | Todoterreno     | Dios Fénix     |

## Guía de Episodios
Los episodios se encuentran en forma de lista aquí:

### Otras Apariciones
Ken the Eagle (As, G1), Jun the Swan (Juno, G3) y Joe the Condor (Dirk, G2) son jugables en el videojuego de Wii Tatsunoko vs. Capcom: Ultimate All-Stars. Y la sorprendente nave Fenix es usada en los Hyper Special Attacks de ellos.

## Adaptación en Cómics Americanos
El celebre artista norteamericano Alex Ross realizó en el sello TopCow Productions de Image algunas ilustraciones de la miniserie basada en la popular serie anime, el cual salió como serie de cómics entre el 2002 y el 2004, también existe una serie de crossovers con los Thundercats.

## Doblaje en español
- As Corazón Noble - Israel Magaña
- Dirk Audaz - José Luis Orozco
- Agatha Junio - Anabel Méndez; Elsa Covián (algunos cap.)
- Autillo - Jorge Roig
- Avecilla - Herman López
- Galactor - Jorge Roig; Eduardo Borja (†)
- Computor - Álvaro Tarcicio (†) (algunos cap.); Jorge Santos (algunos cap.)
- Líder Impulso Escarlata - Emilio Guerrero